# Le Domaine (film de Roberto De Feo, 2019)
Ne doit pas être confondu avec Le Domaine (film de Tiago Guedes, 2019).
Pour plus de détails, voir Fiche technique et Distribution.
Le Domaine (Il nido) est un film d'horreur italien coécrit et réalisé par Roberto De Feo, sorti en 2019.

## Synopsis
Adolescent paraplégique, cloitré dans son fauteuil roulant, Samuel vit isolé dans un grand manoir auprès de sa mère tyrannique, Elena, ses oncles, ses tantes et du personnel à tout faire. Interdit de sortie, coupé du monde extérieur, Samuel vit reclus et loin des enfants de son âge. Ses proches lui ont toujours dit que sa maison le protège de tout. Soumis à sa mère, il passe ses journées à apprendre le piano classique et entretient soigneusement le domaine familial. Jusqu'au jour où débarque une jeune et jolie domestique, Denise, qui souhaite sympathiser avec lui. Or, Elena s'oppose à leur amitié et à toute relation entre eux.  
Denise a notamment l'interdiction de lui adresser la parole. Pourtant, les deux adolescents deviennent proches en secret et Samuel découvre l'amour ainsi que la musique rock, les baignades... Désireux s'émanciper et vivre dehors, Samuel trouve la force de se rebeller contre sa mère. Possessive et toxique, prête à tout pour le garder auprès d'elle et refusant qu'il ne quitte leur foyer, sa mère, tout comme son entourage, dévoile sa véritable nature pour les séparer et empêcher son fils de s'éloigner d'elle et de leur étrange manoir. 

## Fiche technique
- Titre original : Il nido
- Titre français : Le Domaine
- Réalisation : Roberto De Feo
- Scénario : Lucio Besana, Margherita Ferri et Roberto De Feo
- Montage : Luca Gasparini
- Musique : Teho Teardo
- Photographie : Emanuele Pasquet
- Production : Maurizio Totti et Alessandro Usai
- Sociétés de production : Colorado Film Production et Vision Distribution
- Société de distribution : Vision Distribution
- Pays de production :  Italie
- Langue originale : italien
- Format : couleur - 2.35:1
- Genre : horreur
- Durée : 107 minutes
- Dates de sortie :
  - Italie : 15 août 2019
  - Espagne : 4 octobre 2019 (Festival international du film de Catalogne)
  - France : 1er septembre 2020 (VOD)

## Distribution
- Francesca Cavallin (it) : Elena
- Ginevra Francesconi : Denise
- Justin Alexander Korovkin : Samuel
- Maurizio Lombardi (it) : Christian
- Fabrizio Odetto : Filippo
- Gabriele Falsetta : Igor
- Gianmaria Martini : Diego
- Massimo Rigo : Zio Claudio
- Edoardo Rossi : Riccardo
- Carlo Valli (it) : Ettore